# Határ (település)
Határ (Hotărel), település Romániában, a Partiumban, Bihar megyében.

## Fekvése
A Fekete-Körös mellett, a Béli-hegység alatt, Vaskohsziklástól nyugatra fekvő település.

## Története
Határ nevét 1527-1528-ban említette először oklevél Hathar néven.
1588-ban Hatur, 1600-ban Hathar, 1808-ban Határ néven írták.
A falu földesura a nagyváradi római katolikus püspökség volt, mely még a 20. század elején is birtokosa volt.
1851-ben Fényes Elek írta a településről:
Bihar vármegyében, a váradi deák püspök vaskohi uradalmában, 268 óhitű lakossal, s anyatemplommal.
1910-ben 366 lakosából 8 magyar, 358 román volt. Ebből 358 görögkeleti ortodox, 8 izraelita volt.
A trianoni békeszerződés előtt Bihar vármegye Vaskohi járásához tartozott.

## Nevezetességek
- Görögkeleti temploma.